# Шишкин, Вячеслав Анатольевич
Вячеслав Анатольевич Шишкин (род. 13 мая 1967, Рудный, Кустанайская область) — российский дзюдоист, призёр чемпионатов СССР, чемпион и призёр чемпионатов России, чемпион Европы, мастер спорта России международного класса, Заслуженный тренер России. С 2013 года тренер мужской сборной России по дзюдо. Генеральный директор некоммерческого партнёрства «Спортивный клуб по дзюдо "Магнитный пояс"».

## Спортивные результаты
- Чемпионат СССР по дзюдо 1990 года — ;
- Чемпионат России по дзюдо 1992 года — ;
- Чемпионат России по дзюдо 1993 года — ;

## Известные воспитанники
- Иван Першин — чемпион Европы, призёр чемпионата мира, мастер спорта международного класса;
- Рада Биктимирова (Абдрахманова) — чемпионка России (2011), призёр Кубков мира и Европы;
- Олег Ишимов — призёр чемпионата России, мастер спорта России;